# Volley Forlì 2009-2010

## Dettaglio partite
| Gior. | Data              | Partita               | Ris. | Mvp Forlì | Punti Fatti |
| 1     | 27 settembre 2009 | Riposa - Forlì        | -    | -         | -           |
| 2     | 4 ottobre 2009    | Forlì - Cuneo         | 0-3  | Maric     | 56          |
| 3     | 7 ottobre 2009    | Taranto - Forlì       | 3-0  | Carroll   | 58          |
| 4     | 11 ottobre 2009   | Forlì - Pineto        | 3-0  | Popp      | 75          |
| 5     | 14 ottobre 2009   | Forlì - Latina        | 0-3  | Casadei   | 61          |
| 6     | 18 ottobre 2009   | Loreto - Forlì        | 3-1  | Carroll   | 87          |
| 7     | 21 ottobre 2009   | Forlì - Piacenza      | 0-3  | Popp      | 58          |
| 8     | 25 ottobre 2009   | Forlì - Macerata      | 0-3  | Carroll   | 56          |
| 9     | 1º novembre 2009  | Monza - Forlì         | 2-3  | Carroll   | 111         |
| 10    | 8 novembre 2009   | Forlì - Perugia       | 2-3  | Coscione  | 109         |
| 11    | 15 novembre 2009  | Treviso - Forlì       | 3-1  | Stancu    | 78          |
| 12    | 26 novembre 2009  | Forlì - Trento        | 0-3  | Maric     | 54          |
| 13    | 29 novembre 2009  | Verona - Forlì        | 3-1  | Carroll   | 81          |
| 14    | 6 dicembre 2009   | Forlì - Modena        | 2-3  | Popp      | 100         |
| 15    | 13 dicembre 2009  | Vibo Valentia - Forlì | 1-3  | Maric     | 97          |
| 16    | 20 dicembre 2009  | Forlì - Riposo        | -    | -         | -           |
| 17    | 23 dicembre 2009  | Cuneo - Forlì         | 3-0  | Stancu    | 56          |
| 18    | 27 dicembre 2009  | Forlì - Taranto       | 0-3  | Coscione  | 61          |
| 19    | 3 gennaio 2010    | Pineto - Forlì        | 0-3  | Coscione  | 75          |
| 20    | 10 gennaio 2010   | Latina - Forlì        | 3-2  | Popp      | 101         |
| 21    | 17 gennaio 2010   | Forlì - Loreto        | 3-1  | Carroll   | 92          |
| 22    | 22 gennaio 2010   | Piacenza - Forlì      | 3-1  | Maric     | 79          |
| 23    | 7 febbraio 2010   | Macerata - Forlì      | 3-1  | Carroll   | 88          |
| 24    | 14 febbraio 2010  | Forlì - Monza         | 0-3  | Popp      | 64          |
| 25    | 21 febbraio 2010  | Perugia - Forlì       | 3-2  | Popp      | 114         |
| 26    | 28 febbraio 2010  | Forlì- Treviso        | 0-3  | Popp      | 65          |
| 27    | 7 marzo 2010      | Trento - Forlì        | 3-0  | Carroll   | 47          |
| 28    | 14 marzo 2010     | Forlì - Verona        | 0-3  | Casadei   | 67          |
| 29    | 17 marzo 2010     | Modena - Forlì        | 3-0  | Casadei   | 62          |
| 30    | 21 marzo 2010     | Forlì - Vibo Valentia | 3-0  | Casadei   | 86          |